# Copa Sevilla 2006
Il Copa Sevilla 2006 è stato un torneo di tennis facente parte della categoria ATP Challenger Series nell'ambito dell'ATP Challenger Series 2006. Il torneo si è giocato a Siviglia in Spagna dall'11 al 17 settembre 2006 su campi in terra gialla.

## Vincitori

### Singolare
Iván Navarro ha battuto in finale  Héctor Ruiz Cadenas con il punteggio di 6–3, 6–4.

### Doppio
Pablo Andújar /  Marcel Granollers hanno battuto in finale  Hugo Armando /  Carlos Poch-Gradin con il punteggio di 4–6, 6–3, [10–8].